# Heilprinia lindae
Heilprinia lindae är en snäckart som beskrevs av Edward James Petuch 1987. Heilprinia lindae ingår i släktet Heilprinia och familjen Fasciolariidae. Inga underarter finns listade i Catalogue of Life.